# The Doors - 30 Years Commemorative Edition
The Doors - 30 Years Commemorative Edition è un DVD pubblicato nel 2001 per il trentennale della morte di Jim Morrison.
È, praticamente, la ripubblicazione del precedente cofanetto in VHS The Doors Collection - Collector's Edition.

## Tracce

### Live at the Hollywood Bowl
1. When the Music's Over
2. Alabama Song
3. Back Door Man
4. Five to One
5. Back Door Man – Ripresa
6. Moonlight Drive
7. Horse Latitudes
8. A Little Game - da Celebration Of The Lizard
9. The Hill Dwellers - da Celebration Of The Lizard
10. Spanish Caravan
11. Wake Up
12. Light My Fire (Extended Version)
13. The Unknown Soldier
14. The End

### Dance On Fire
1. Break on Through (To the Other Side)
2. People Are Strange
3. Light My Fire - dal The Ed Sullivan Show, Settembre 1967
4. Wild Child
5. L.A. Woman
6. The Unknown Soldier
7. Roadhouse Blues - dal concerto inedito Feast Of Friends, del tour del 1968
8. Texas Radio and the Big Beat - per la TV danese, Settembre 1968
9. Love Me Two Times - per la TV danese, Settembre 1968
10. Touch Me - dal The Smothers Brothers Comedy hour, Dicembre 1968
11. Horse Latitudes - dal Jonathan Winters Show, Dicembre 1967
12. Moonlight Drive - dal Jonathan Winters Show, Dicembre 1967
13. The End - live all'Hollywood Bowl, Luglio 1968
14. The Crystal Ship - da American Bandstand, Luglio 1967
15. Adagio
16. Riders on the Storm - suonata durante i titoli di coda

### The Soft Parade - A Retrospective
1. The Changeling
2. Wishful Sinful - PBS TV Show Critique, Aprile 1969
3. Wild Child
4. Build Me A Woman - PBS TV Show Critique, Aprile 1969
5. The Unknown Soldier
6. The Soft Parade - PBS TV Show Critique, Aprile 1969
7. Hello, I Love You - Frankfurt TV Show, Settembre 1968

Contenuti Extra
1. Break on Through (To the Other Side) (live all'isola di Wight)
2. The Ghost Song (videoclip)

## Formazione
- Jim Morrison – voce
- Ray Manzarek – organo, pianoforte, tastiera, basso
- John Densmore – batteria
- Robby Krieger – chitarra